# 李讚生
李讚生（1890年3月9日—不詳）是台灣教師、官員，台北州新莊郡鷺洲庄（現新北市蘆洲區）出身，號化育、育卿、再臣。日治時代任海山郡守，是首位台灣人郡守，正五位勳六等。

## 略歷
明治41年（1908年），國語學校畢業後，任教於枋橋公學校、和尚洲公學校。大正8年（1919年），辭教職，翌年進入京都帝國大學經濟學部就讀。大正13年（1924年），畢業返台，任職於台灣總督府官房調查課。大正15年（1926年），任海山郡守，後歷任高雄州勸業課長、新竹州勸業課長、教育課長等職。也於新竹州水產會擔任職員。退官後，任合成肥料會社專務取締役等職。長於書法，昭和11年（1936年），曾入選在大阪舉辦的全國書道展覽會，獲得特選。戰後，任台南縣建設局長等職。因228事件而辭職退休，為避亂世而移居日本。